# Exocora proba
Exocora proba là một loài nhện trong họ Linyphiidae. Loài này được phát hiện ở Bolivia.